# Shime
Shime (志免町?) è una cittadina giapponese della prefettura di Fukuoka.